# 奧蘭治縣 (北卡羅萊納州)
奧蘭治縣（英語：Orange County）是美国北卡罗来纳州北部的一個縣，面積889平方公里。根據2020年美國人口普查，共有人口14萬8,696人。縣治希斯波羅（Hillsborough）。該縣成立於1752年，縣名來源不詳，傳聞一說指的是英王喬治二世的外孫、奧蘭治家族的威廉五世。